# Rio da Conceição
Rio da Conceição är en kommun i Brasilien.   Den ligger i delstaten Tocantins, i den centrala delen av landet, 500 km norr om huvudstaden Brasília. Antalet invånare är 1 714.
Omgivningarna runt Rio da Conceição är huvudsakligen savann. Trakten runt Rio da Conceição är nära nog obefolkad, med mindre än två invånare per kvadratkilometer.